# A viva voz
A viva voz fue un programa de televisión chileno, producido y transmitido por el canal Mega. El programa se estrenó el lunes 25 de marzo de 2013 y se mantuvo en vivo, de lunes a viernes, desde las 14:45 horas. Sus conductores fueron la abogada Macarena Venegas y el médico Claudio Aldunate. 
El programa puso en pantalla temas de actualidad, denuncias, consejos médicos y tendencias, entre otros. Venegas declaró: «Va a haber muchos temas que son problemas de la gente, y a diferencia de otros programas de servicio nosotros salimos a la calle. La idea es que las personas cuenten sus problemas, pero esto será distinto porque nosotros vamos a ir donde están ellos. Al estar in situ tienes una nueva mirada, y eso te da otro sabor del conflicto».
El primer programa obtuvo 4,8 puntos de audiencia, quedando el cuarto lugar de sintonía en su horario. Debido a que no cumplió con las expectativas de audiencia que los ejecutivos de Mega tenían en él, fue cancelado el 31 de mayo de 2013.